# First Division (Malta) 1924/25
Die First Division 1924/25 war die 14. Spielzeit in der Geschichte der höchsten maltesischen Fußballliga. Meister wurde zum sechsten Mal der FC Floriana.

## Vereine
Im Vergleich zur Vorsaison nahmen nach einem Jahr Pause der FC Floriana und Ħamrun Spartans sowie erstmals die Valletta Rovers teil.

## Modus
Die Saison wurde in einer einfachen Runde ausgetragen. Für einen Sieg gab es zwei Punkte, für ein Unentschieden einen und für eine Niederlage keinen Punkt. Bei Punktgleichheit wurde um die Meisterschaft ein Entscheidungsspiel ausgetragen.

## Abschlusstabelle
| Pl. | Verein               | Sp. | S | U | N | Tore    | Quote | Punkte |
| --- | -------------------- | --- | - | - | - | ------- | ----- | ------ |
| 1.  | FC Floriana (N)      | 7   | 6 | 1 | 0 | 012:200 | 6,00  | 13:10  |
| 2.  | Sliema Wanderers (M) | 7   | 5 | 1 | 1 | 014:100 | 14,00 | 11:30  |
| 3.  | Valletta United      | 6   | 3 | 2 | 1 | 012:200 | 6,00  | 08:40  |
| 4.  | Valletta Rovers (N)  | 7   | 2 | 2 | 3 | 008:600 | 1,33  | 06:80  |
| 5.  | Vittoriosa Rovers    | 6   | 3 | 0 | 3 | 006:800 | 0,75  | 06:60  |
| 6.  | Sliema Rangers       | 6   | 1 | 2 | 3 | 007:120 | 0,58  | 04:80  |
| 7.  | Ħamrun Spartans (N)  | 7   | 1 | 1 | 5 | 003:180 | 0,17  | 03:11  |
| 8.  | Msida Rovers         | 6   | 0 | 1 | 5 | 002:150 | 0,13  | 01:11  |

Platzierungskriterien: 1. Punkte – 2. Torquotient
| Zum Saisonende 1924/25:                   |                                                              |
| Maltesischer Meister 1924/25: FC Floriana |                                                              |
|                                           |                                                              |
| Zum Saisonende 1923/24:                   |                                                              |
| (M)                                       | Amtierender Meister: Sliema Wanderers                        |
| (N)                                       | Neuaufsteiger: FC Floriana, Valletta Rovers, Ħamrun Spartans |

## Kreuztabelle
| 1924/25           | FC Floriana | Sliema Wanderers | VUN | VRO | Vittoriosa Rovers | SRA | ĦAM | Msida Rovers |
| ----------------- | ----------- | ---------------- | --- | --- | ----------------- | --- | --- | ------------ |
| FC Floriana       |             | 1:0              | 1:0 | 1:0 | 4:0               | 1:1 | 1:0 | 3:1          |
| Sliema Wanderers  | –           |                  | 0:0 | 1:0 | 2:0               | 6:0 | 4:0 | 1:0          |
| Valletta United   | –           | –                |     | 1:1 | 1                 | 2:0 | 4:0 | 5:0          |
| Valletta Rovers   | –           | –                | –   |     | 0:1               | 1:1 | 4:1 | 2:0          |
| Vittoriosa Rovers | –           | –                | –   | –   |                   | 2:1 | 0:1 | 3:0          |
| Sliema Rangers    | –           | –                | –   | –   | –                 |     | 4:0 | 1            |
| Ħamrun Spartans   | –           | –                | –   | –   | –                 | –   |     | 1:1          |
| Msida Rovers      | –           | –                | –   | –   | –                 | –   | –   |              |